# Meredith Hunter
Meredith Hunter (* 24. Oktober 1951 in Berkeley, Kalifornien; † 6. Dezember 1969 im Alameda County, Kalifornien) war ein US-amerikanischer Jugendlicher, der während des Altamont Free Concerts der Band The Rolling Stones auf dem kalifornischen Altamont Speedway erstochen wurde.
Hunter wurde unmittelbar vor der Bühne von Alan Passaro, einem Mitglied der zur Sicherheit als Ordner eingesetzten Hells Angels, mit fünf Messerstichen und Tritten verletzt, während die Band ihren Titel Under My Thumb vor etwa 300.000 Menschen spielte. Unmittelbar zuvor hatte der unter Drogeneinfluss (bei der Obduktion wurden Spuren von Methamphetamin nachgewiesen) stehende Afroamerikaner Hunter einen Revolver gezogen und auf Mick Jagger gerichtet. Meredith „Murdock“ Hunter starb auf dem Weg ins Krankenhaus. Die „Stones“ setzten das Konzert fort.
Die Tat wurde von drei Kamerateams gefilmt. Sie ist Bestandteil des Dokumentarfilms Gimme Shelter.
Alan Passaro wurde wegen Mordes angeklagt und von einem Gericht freigesprochen, da die Tat als Notwehrhandlung gewertet wurde. Er wurde 1985 im Anderson Reservoir, einem künstlichen See im Santa Clara County, tot aufgefunden.
Meredith Hunter wurde auf dem Skyview Memorial Lawn in Vallejo (Kalifornien) beigesetzt.

## Filmdokumentationen
- Sam Green: Lot 63, Grave C (2006).
- Albert Maysles, David Maysles, Charlotte Zwerin: Gimme Shelter. (1970)